# ヤッファ

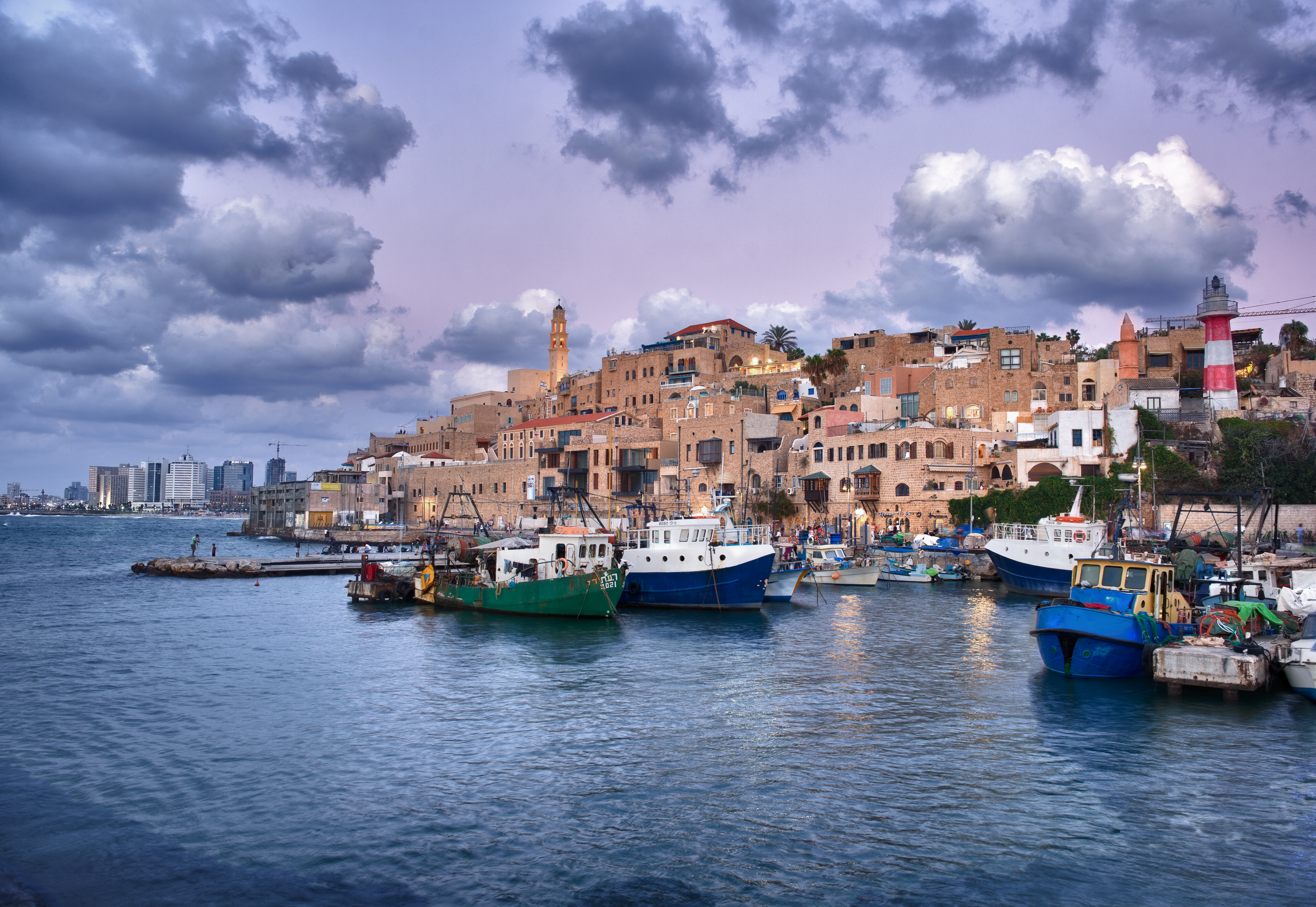
ヤーファー旧港

ヤッファ（アラビア語: يافا Yāfā、ヘブライ語: יפו Yāfō）は、テルアビブにある地区。

## 概要
4000年以上前の古代都市からの歴史を有するという、イスラエルに所在する地中海に面した港町。現在イスラエルのテルアビブに併合された市街地はテルアビブ中心部からみて南部に位置する。
ヤッファの地名は、アラビア語：يَافَا（ヤーファまたはヤーファー）とヘブライ語：Yafo（ヤッフォ）、そのラテン語表記と歴史的変遷によりJapho（ヤーフォ）、Joppa（ヨッパ）、Yapu（ヤプ）などと様々な表記（読み方）が存在する。テルアビブの公式行政単位名には「Tel-Aviv/Yafo」とヘブライ語の「Yafo」が含まれている。
新約聖書使徒言行録に記述される、イエスの使徒ペテロが滞在したとされる「皮なめしのシモンの家」がある。
ヤーファーは1950年までテルアビブとは別個の自治体であったが、1950年に北部のテルアビブ市と南部のヤーファー市が合併し、新たにテルアビブ・ヤッフォ市が新設された。
イスラエル建国以来、この地区はイスラエルを代表するスラム街であった。麻薬を打つための注射針などもよく落ちていたと言う。だが、近年になり、ヤッフォの旧市街は「芸術の街」として生まれ変わり、旧市街にはアラブ・ヘブライ劇場も設立されている。ただ、隣接するパレスチナ系住民が多いアジャミ地区は、2010年現在も貧民街のままであり、ユダヤ人による土地の買占めや、行政の怠慢に憤りを感じている住民も多い。

## ギャラリー

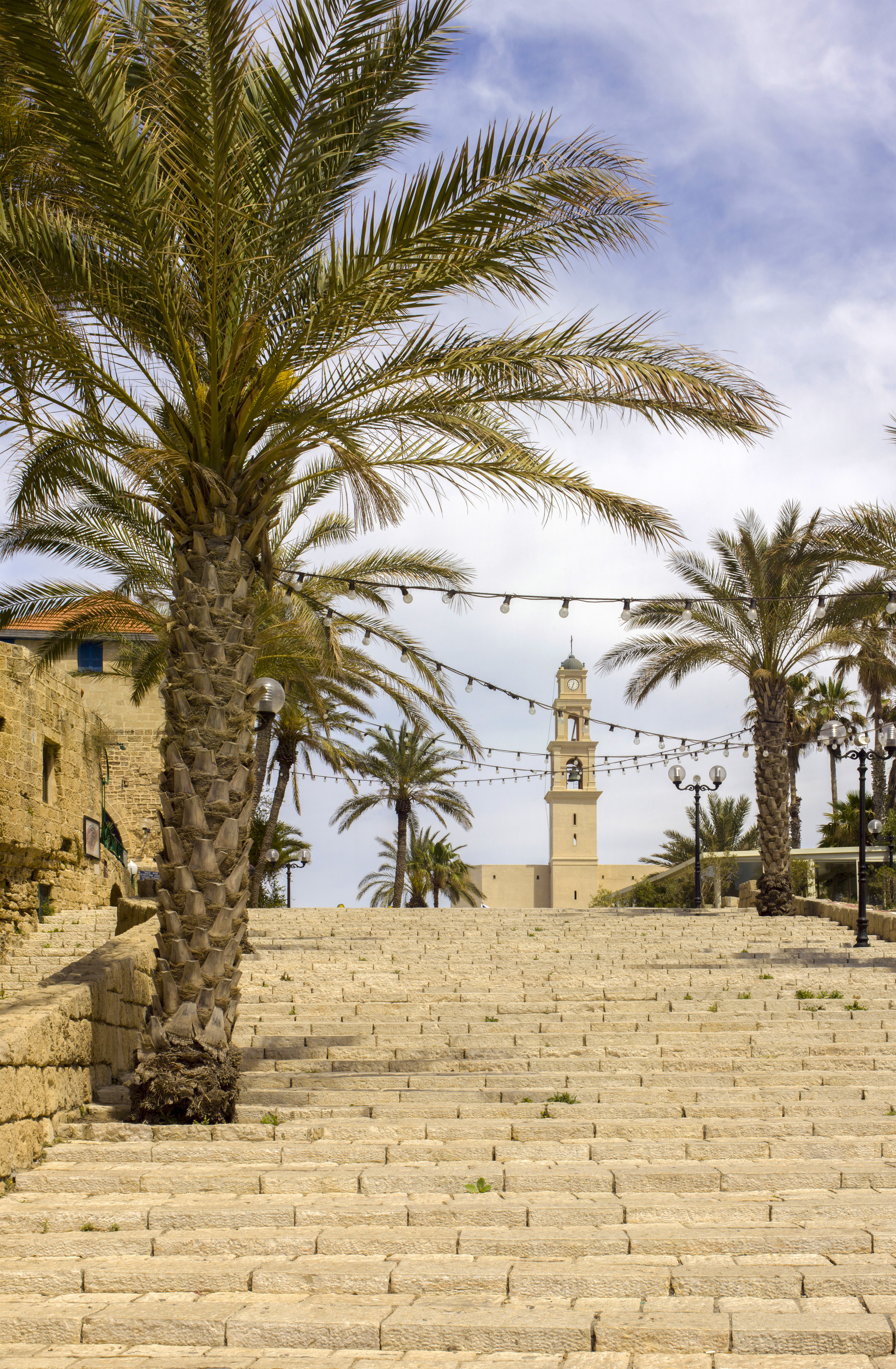
セントピーター教会の時計塔
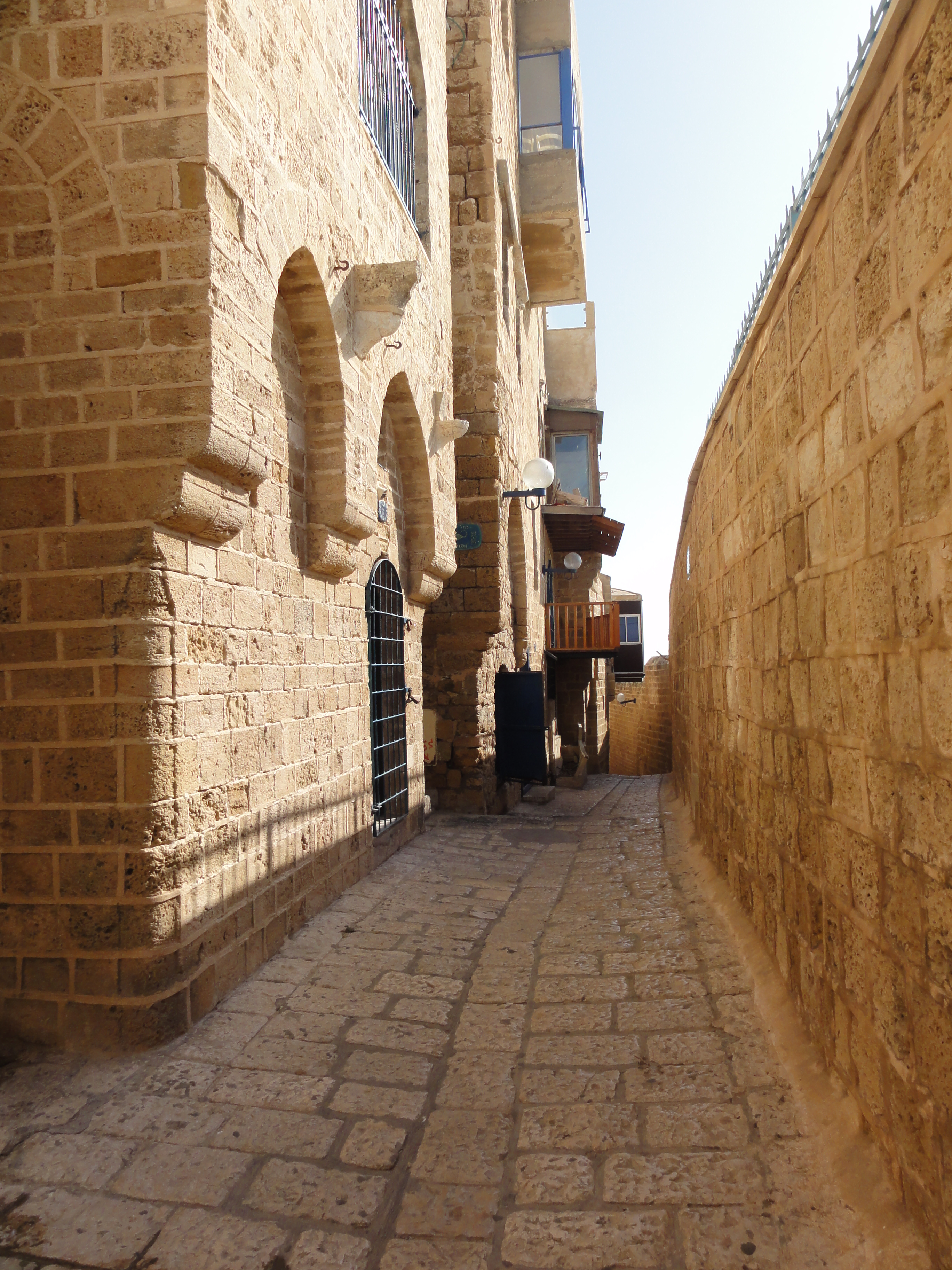
旧市街
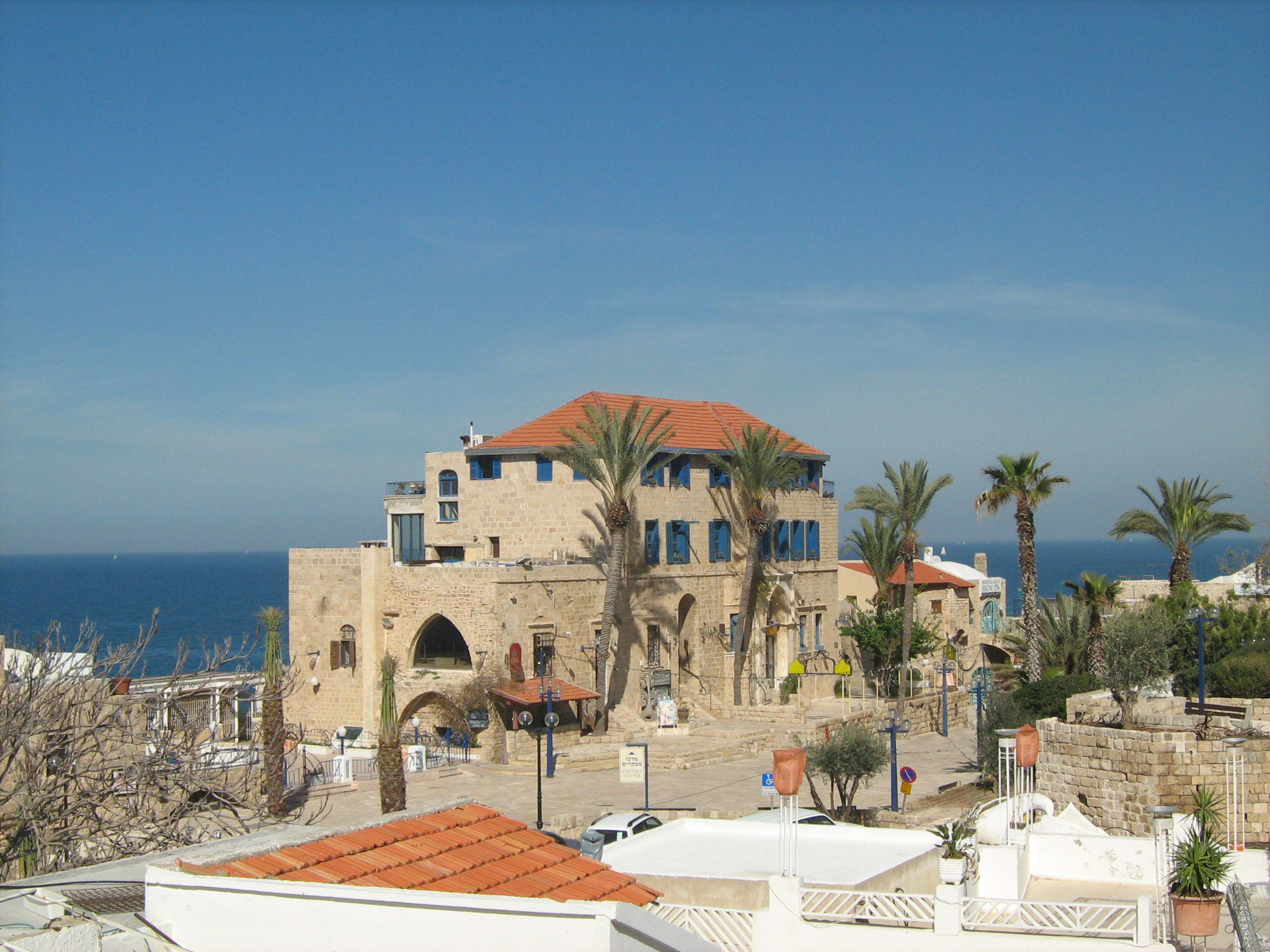
海沿い
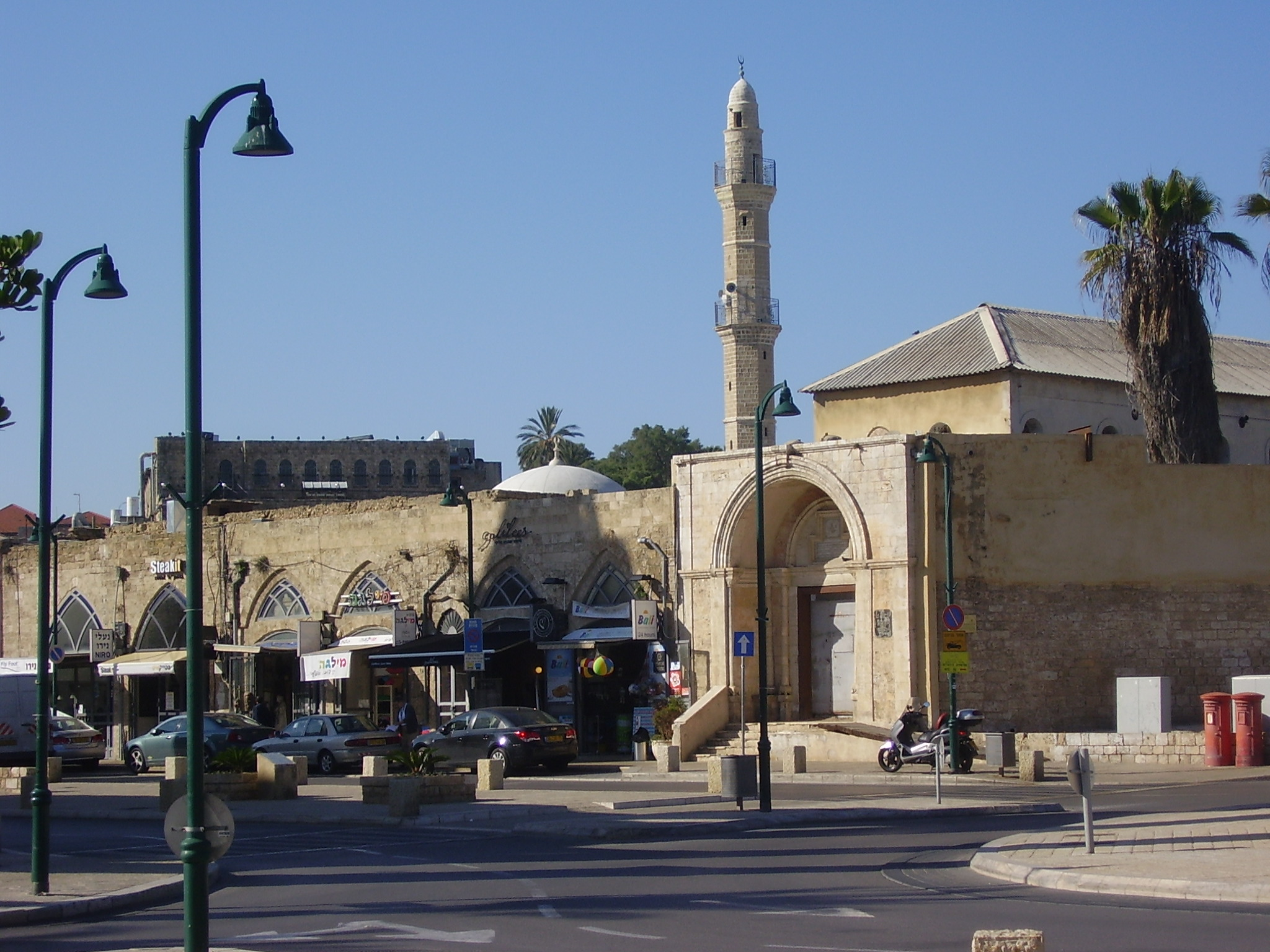
ヤーファーの大モスク
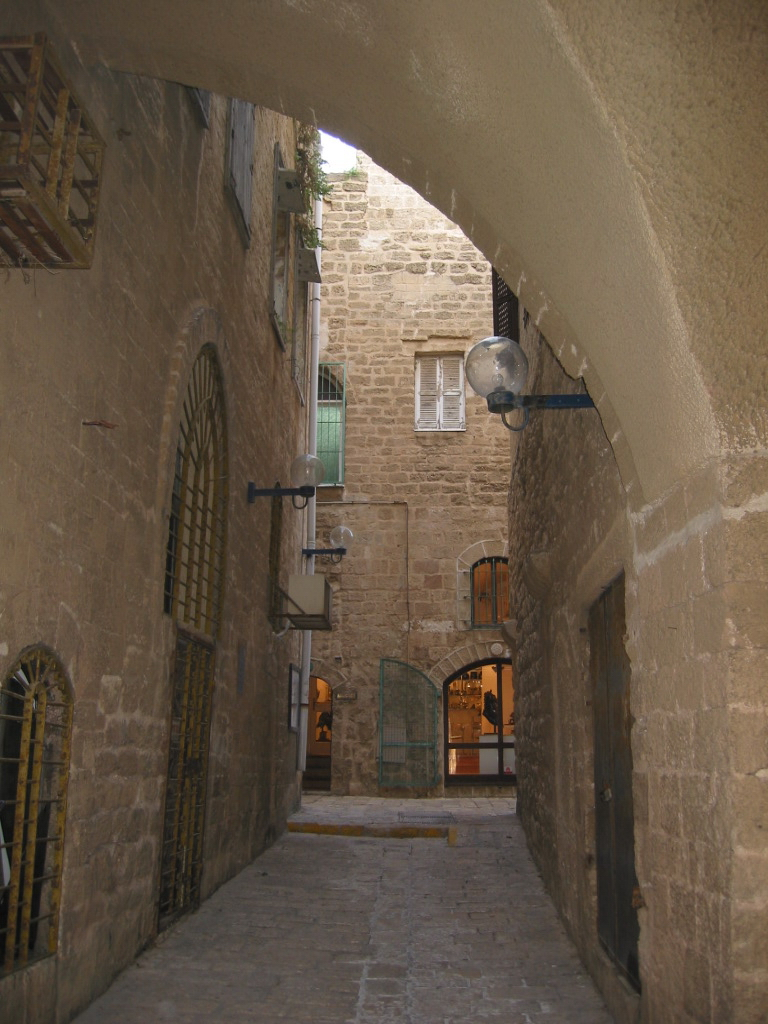
旧市街
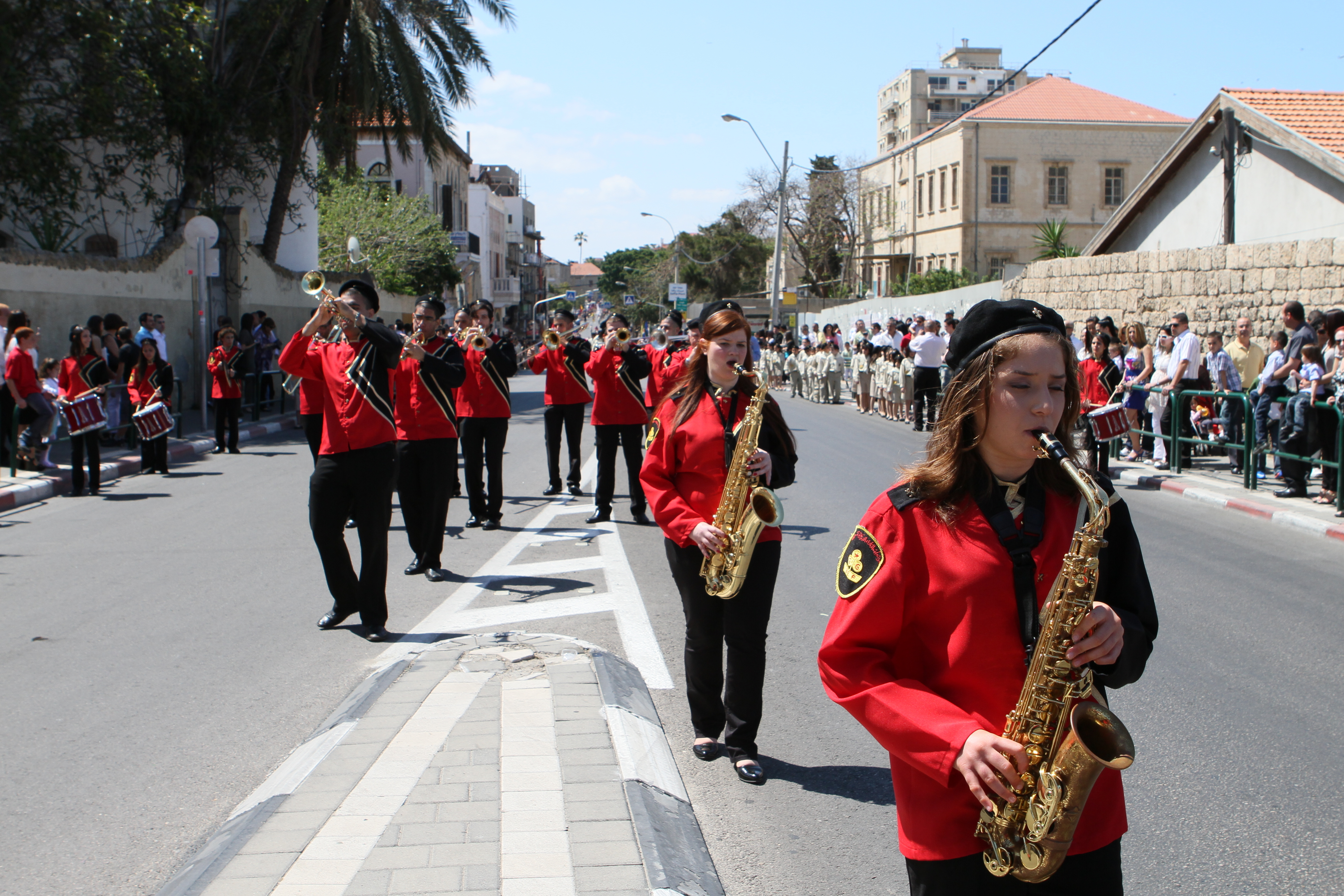
パレスチナ人キリスト教徒のイースターの行進
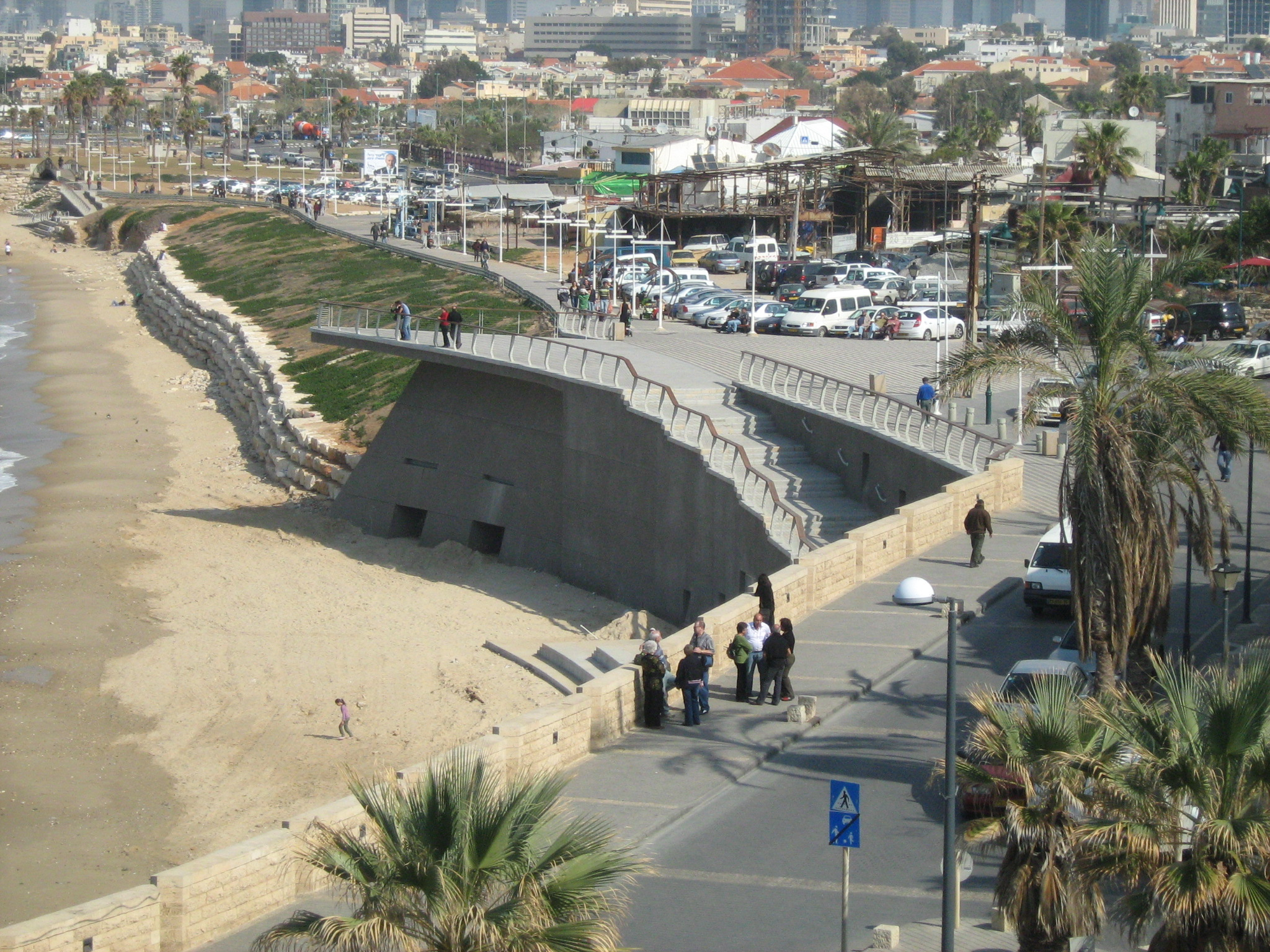
海岸沿いの歩道
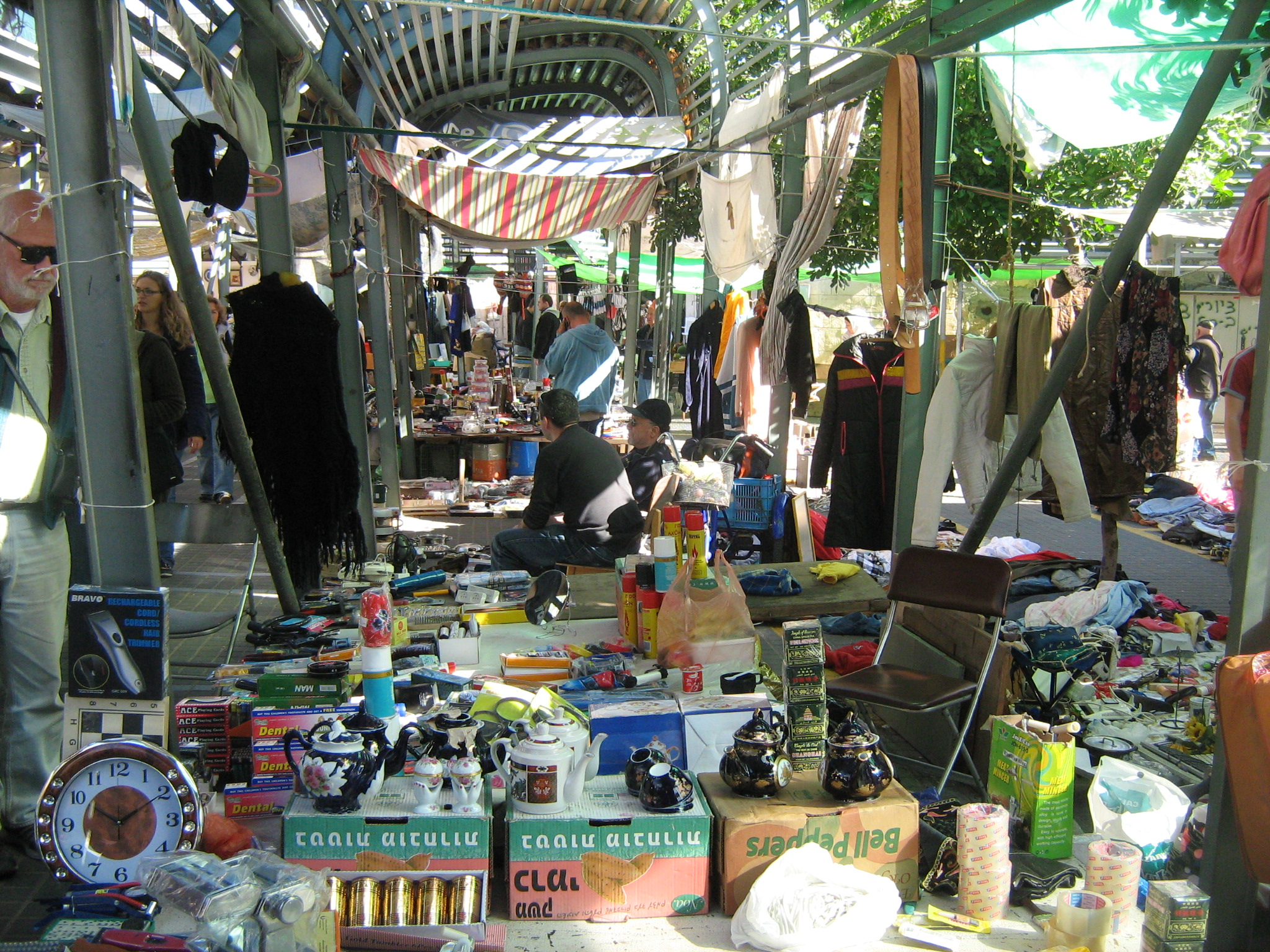
のみの市
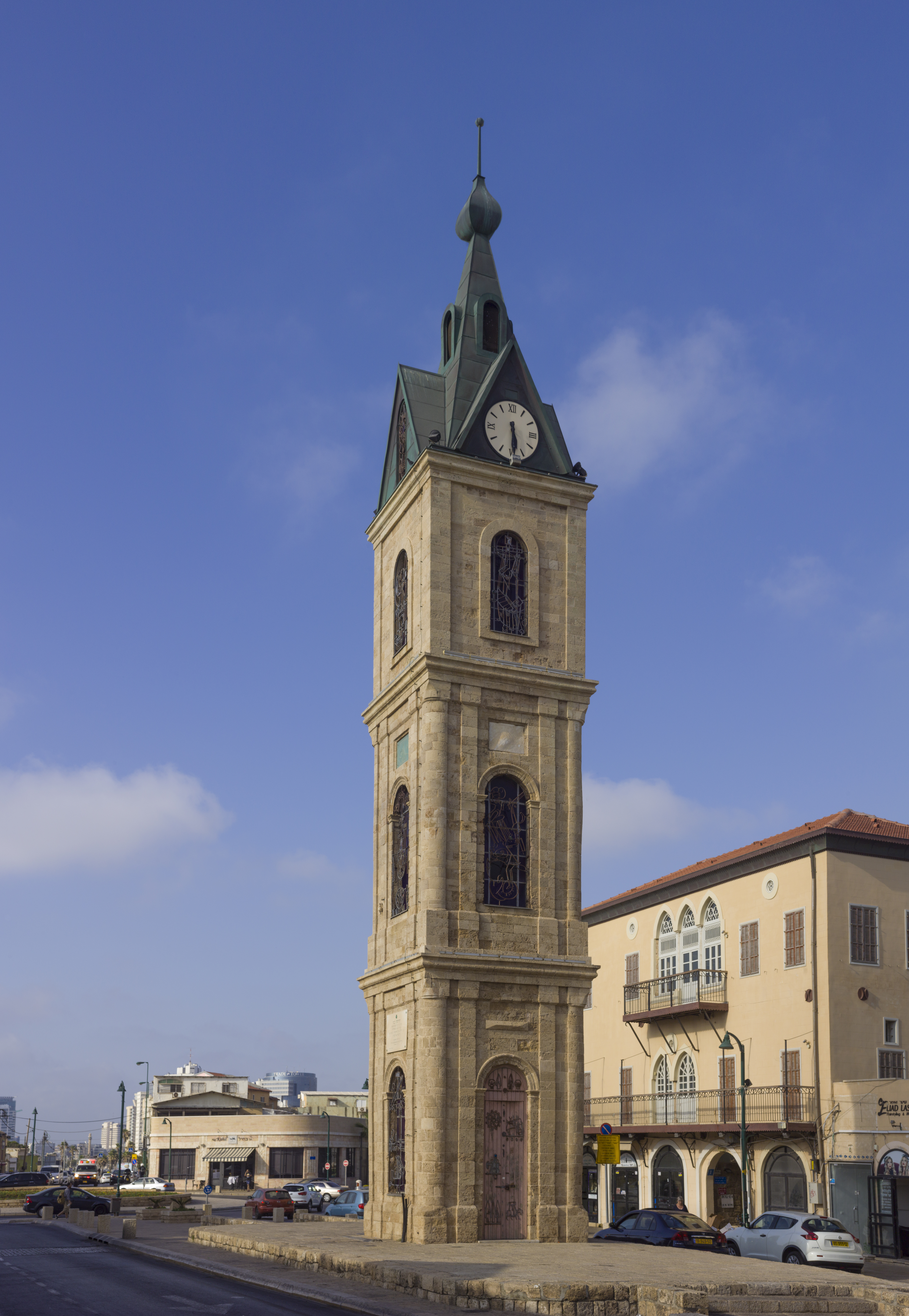
時計塔
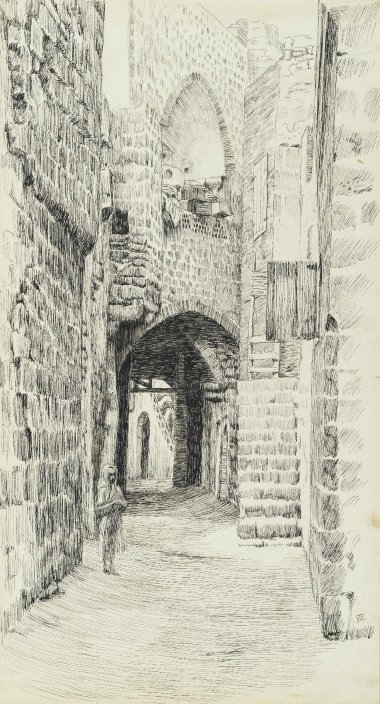
ジェームズ・ティソ作 『ヤッファの通り』(1890年頃)
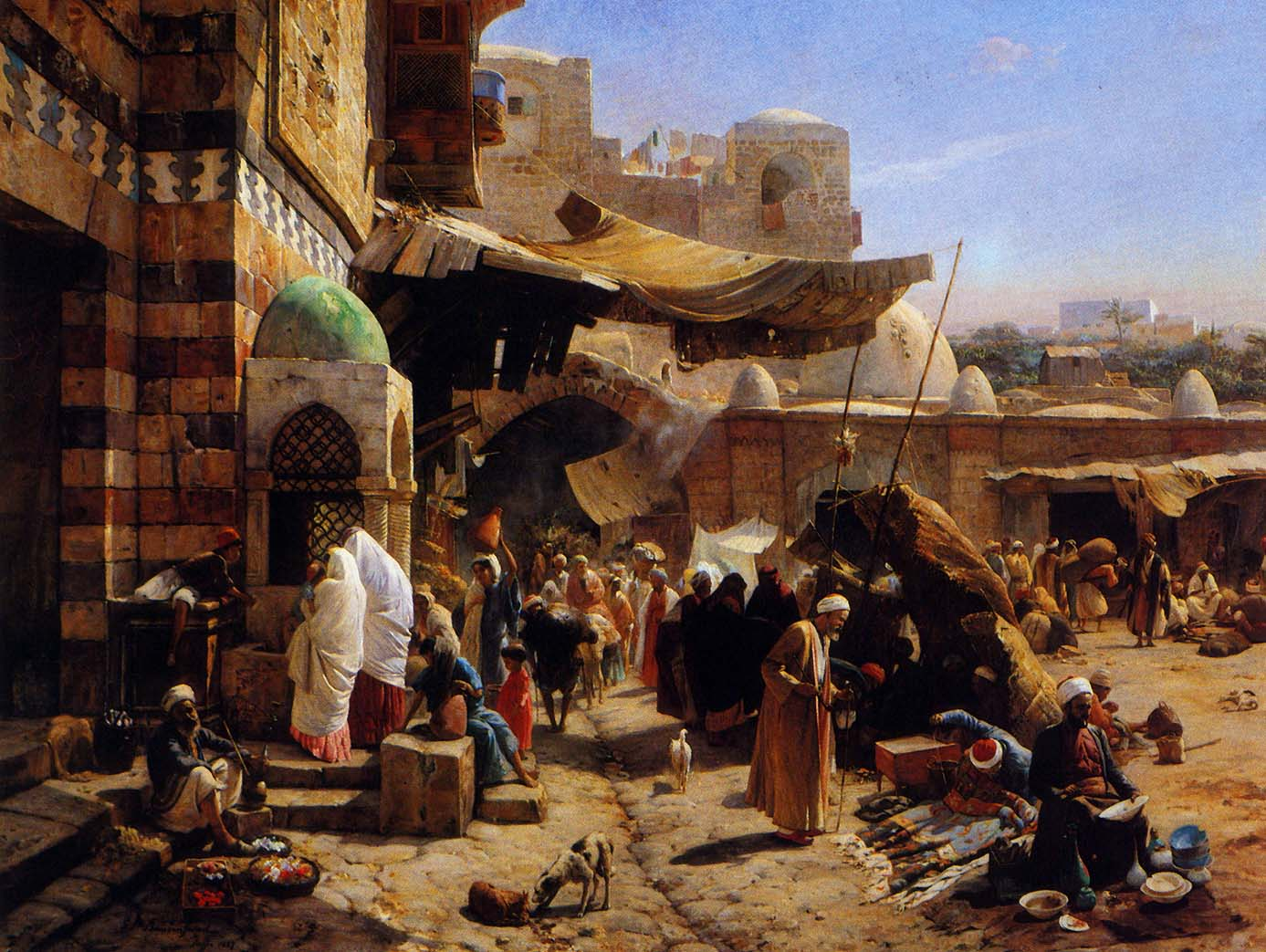
グスタフ・バウエルンファイント作　『ヤッファの市場』(1877)
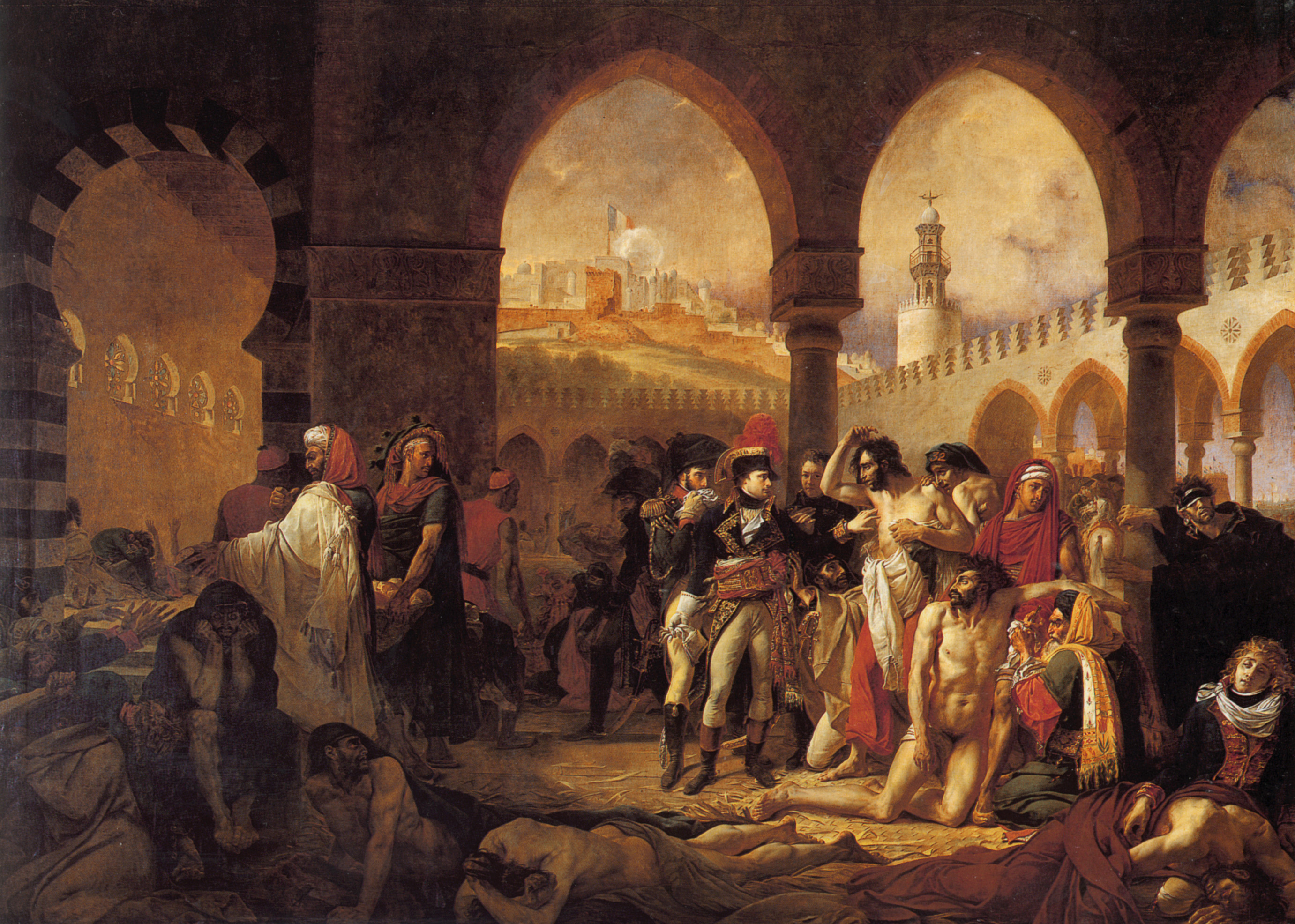
アントワーヌ＝ジャン・グロ作　『ヤッファのペスト患者を訪ねるナポレオン』(1804)
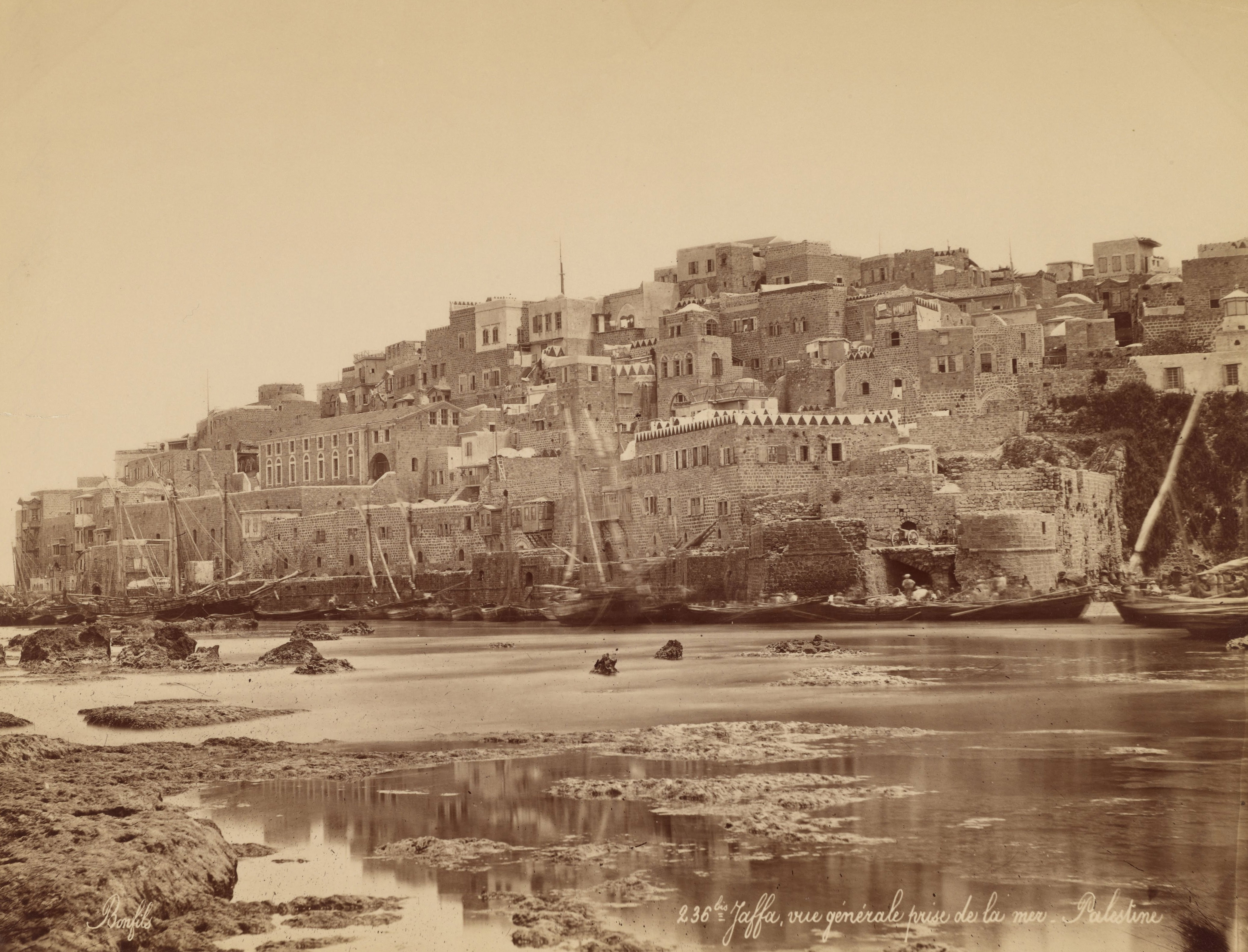
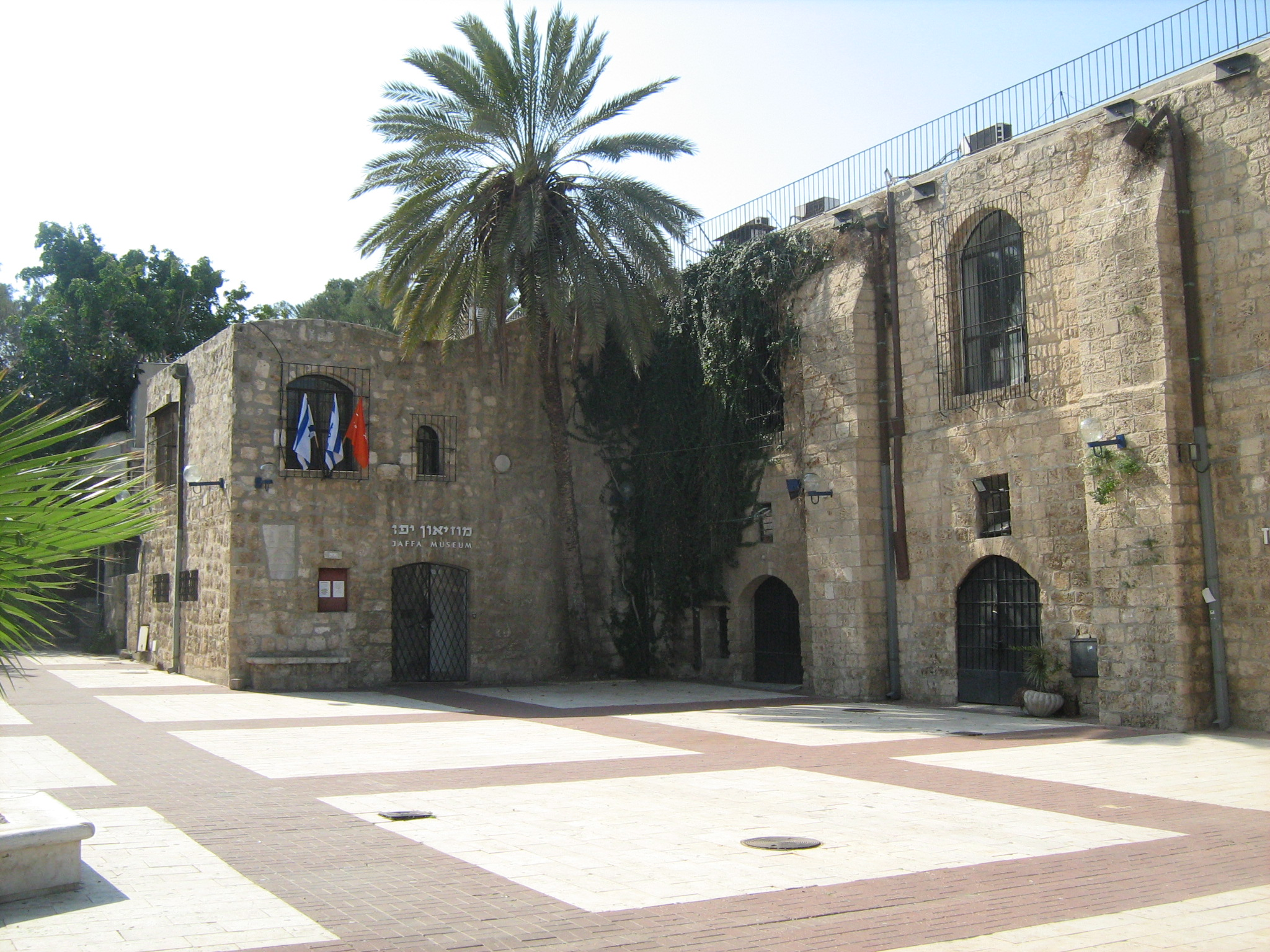
旧キャラバンサライのヤーファー博物館
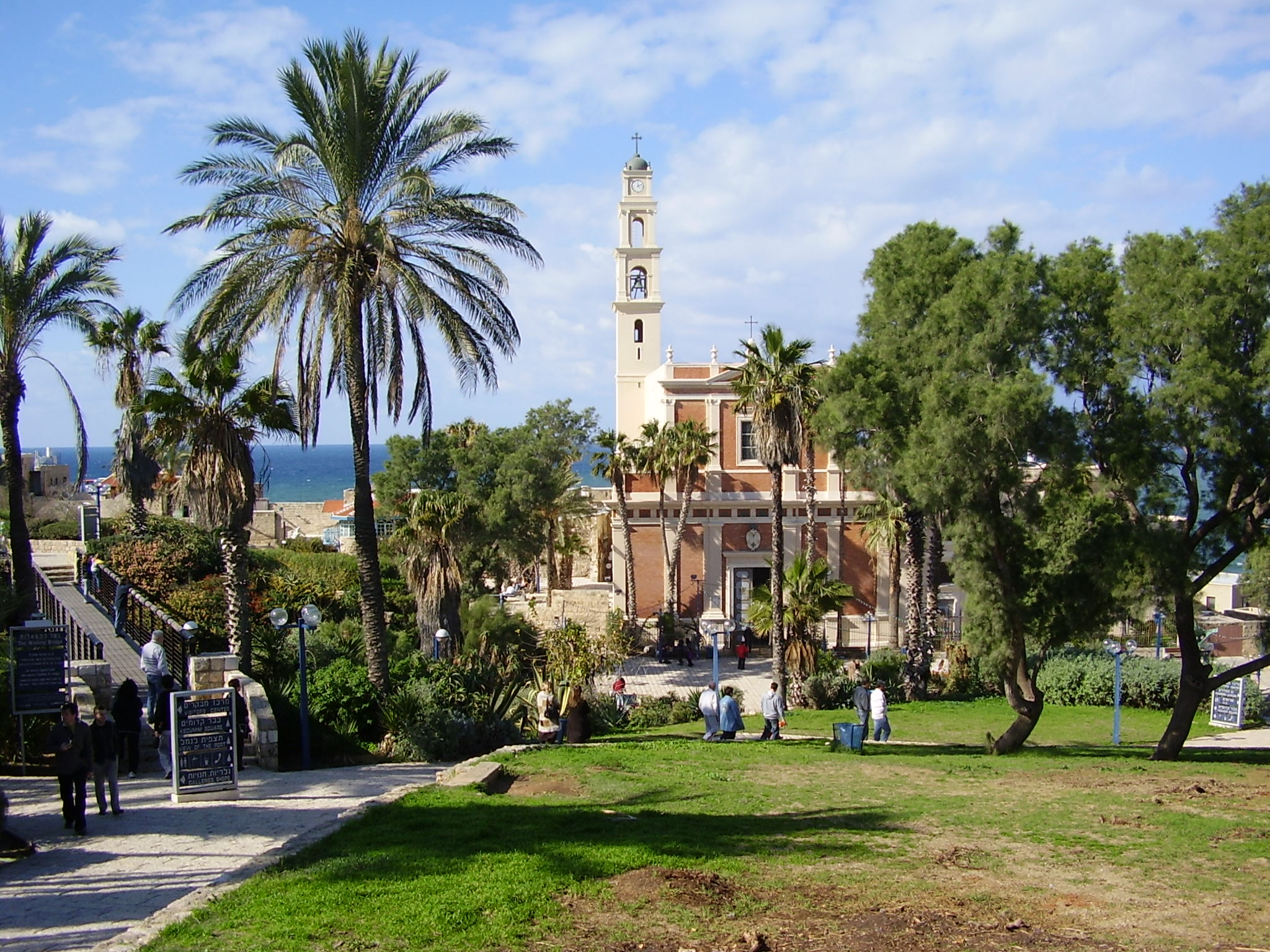
セントピーター教会
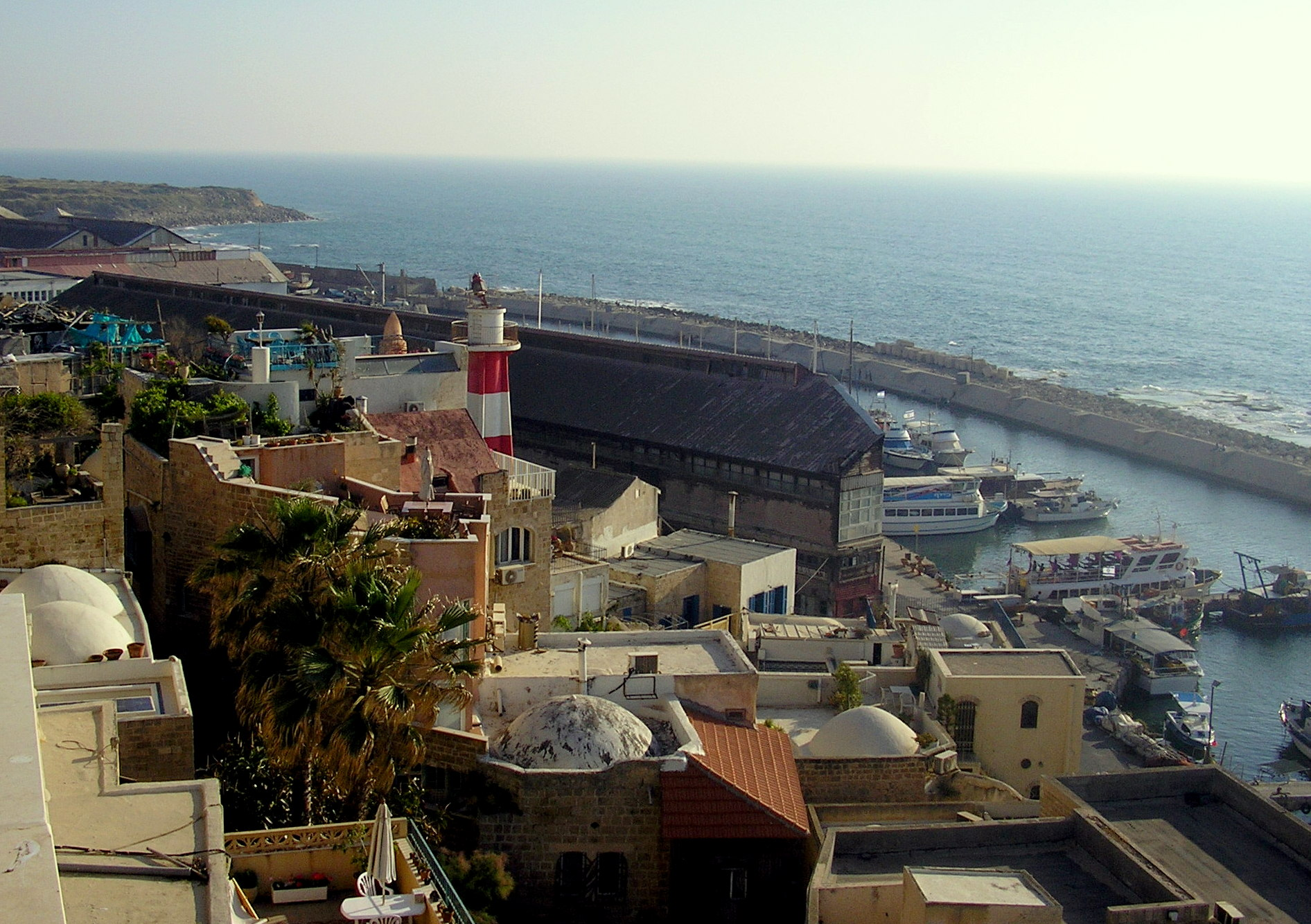
港
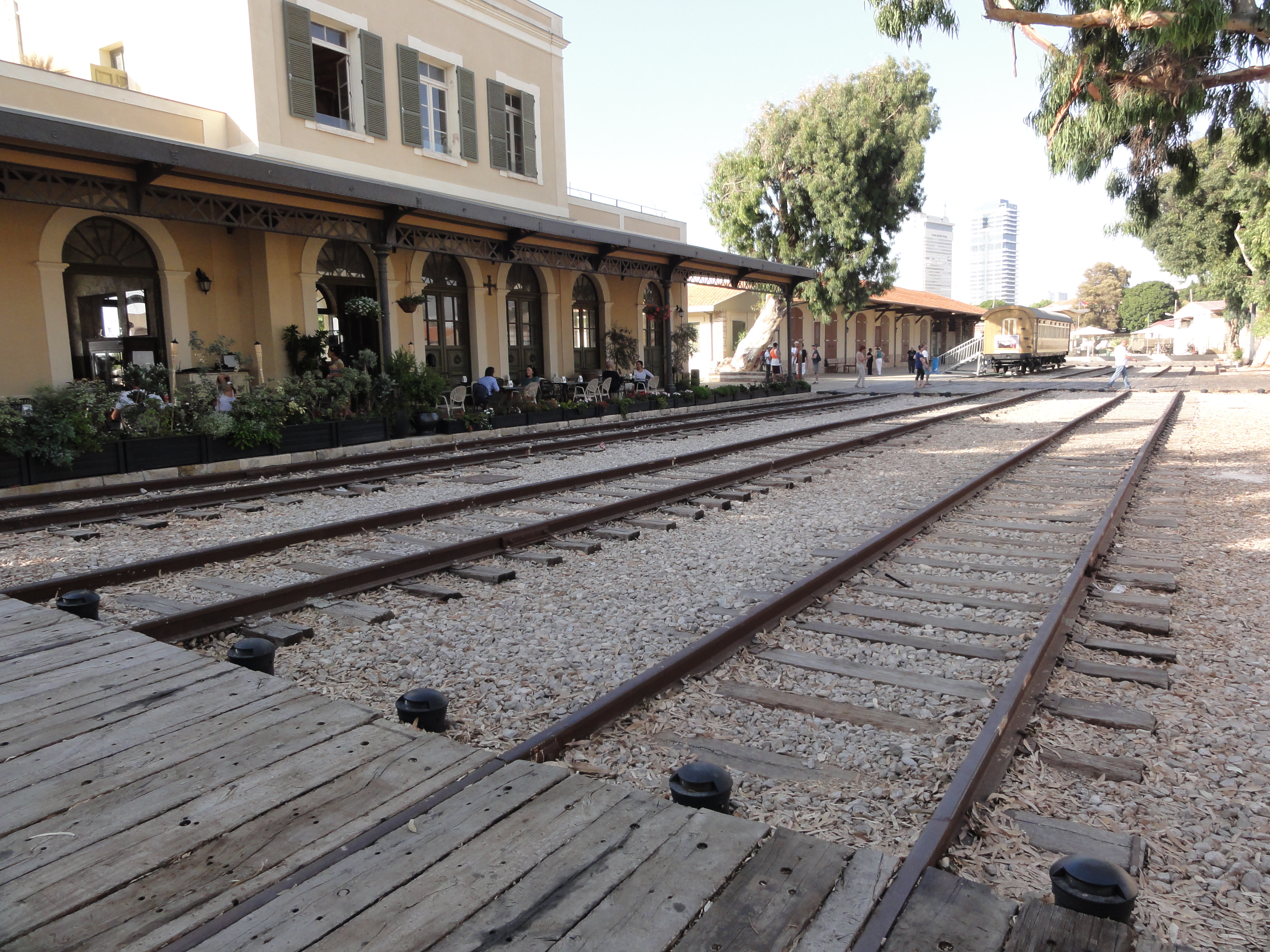
ヤーファー駅

## 名所旧跡

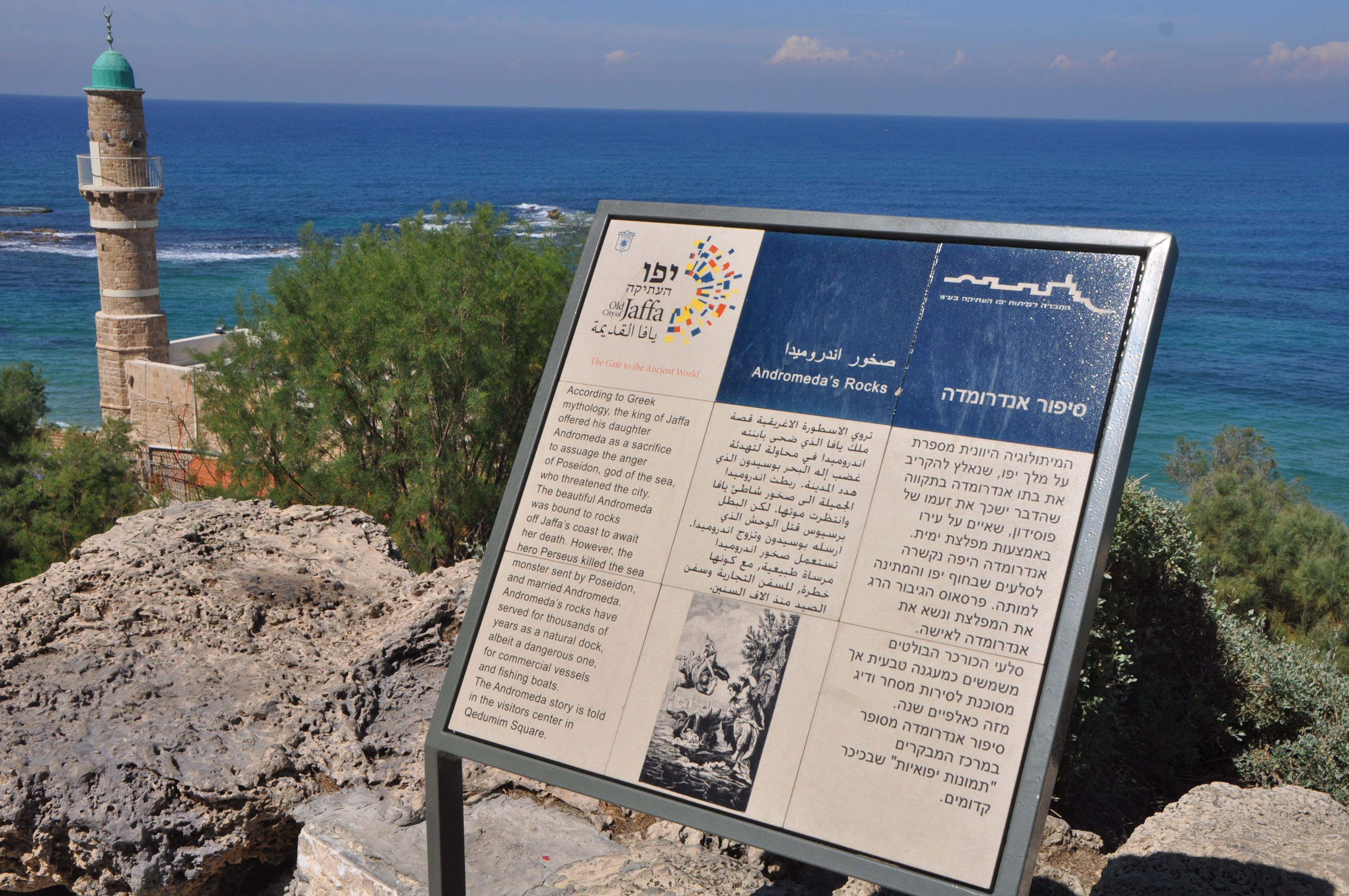
アンドロメダの岩（ヤッファ）

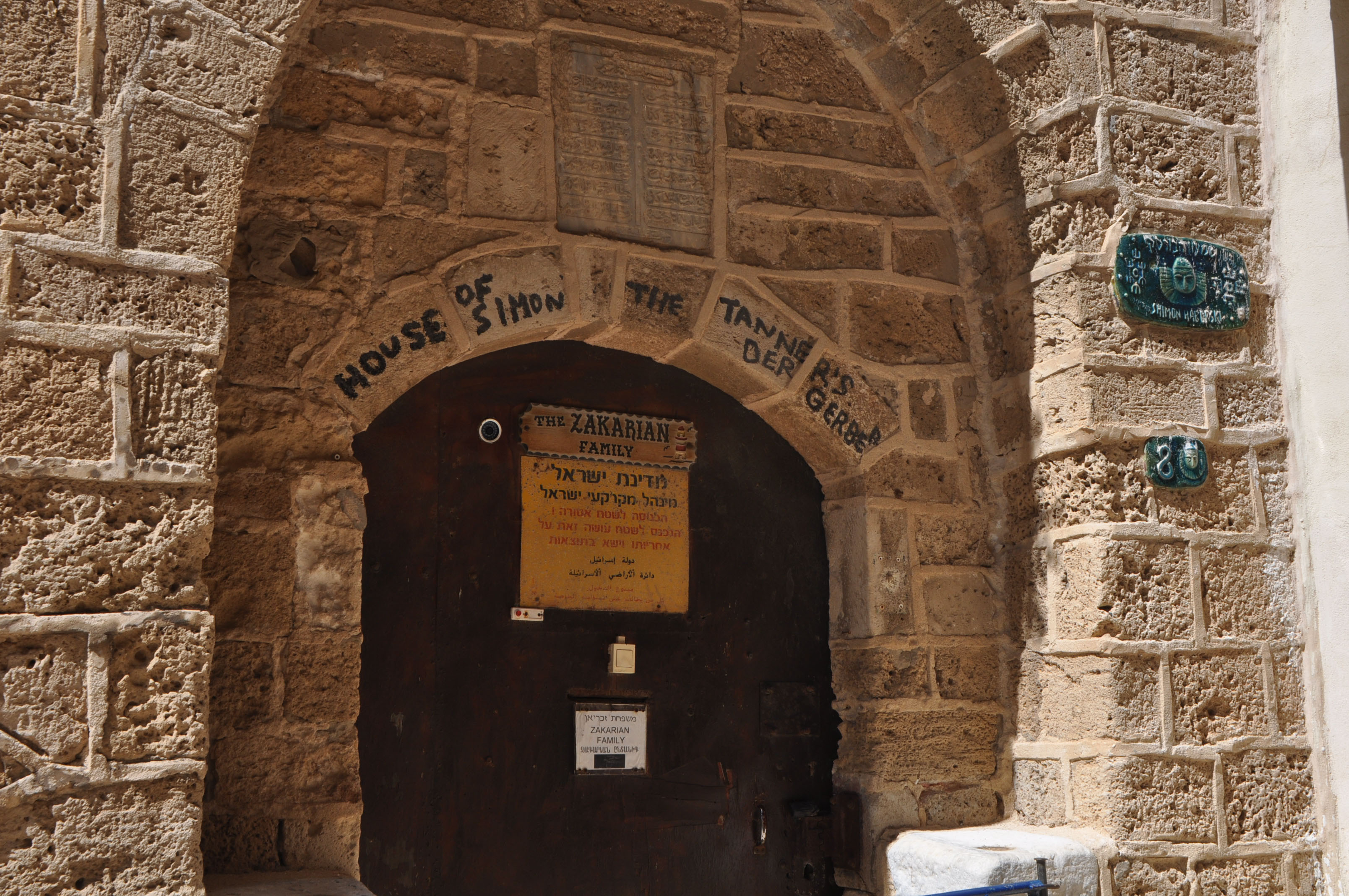
ヤッファ旧市街にある「皮なめしのシモンの家」の入口

- アンドロメダの岩

ケドゥミーム広場から西を見ると、地中海に浮かぶアンドロメダの岩が見える。
ギリシア神話によると、ある日カシオペアの放言に怒った海神がケートスを放つ。これに困った国王ケフェウスは、娘のアンドロメダを生贄に捧げる。それを通りすがりのペルセウスが救ったと伝わる。そのとき、アンドロメダが鎖で繋がれた岩がこの岩という。
- マフムーディーヤ・モスク

18世紀に建築が始まった、ヤーファー最大のモスク。
- アルバフル・モスク

16世紀に建てられたモスクが、港近くのハアリヤ・ハシュニヤ通りにある。
- ハッサン・ベク・モスク

ヤーファー北端に1916年に建てられた、オスマン様式のモスク。
- 皮なめしのシモンの家